# Chrám svatého Sampsona
Chrám svatého Sampsona nebo Sampsonovský chrám (rusky Сампсониевский собор) patří k nejstarším chrámem v Petrohradu. Jeho historie je spojena se jménem zakladatele města Petrem I. Velikým.

## Historie
Chrám byl zbudován na počest vítězství ruských vojsk nad Švédy v roce 1709 u Poltavy. Právě tato bitva se uskutečnila v den svátku sv. Sampsona, který je světcem pravoslavné církve. Chrám byl stavěn podle návrhů architekta Trezziniho v letech 1728 až 1740 v barokním stylu. Podle některých údajů v tomto chrámu se měl uskutečnit tajný sňatek Kateřiny II. A Grigorije Potěmkina.[zdroj?] V roce 1938 byl chrám uzavřen a využíván jako obchod s textilem a oděvy. Později byl přeměněn na muzeum.
Před chrámem se nachází socha cara Petra I. Velikého od Marka Antokolského.